# Parafia Matki Bożej Fatimskiej w Chojnicach
Parafia Matki Bożej Fatimskiej w Chojnicach – rzymskokatolicka parafia należąca do dekanatu Chojnice, diecezji pelplińskiej.

## Zasięg parafii
Do parafii należą wierni z Chojnic (ulice: Asnyka, Aleja Matki Bożej Fatimskiej, Bytowska (lewa Strona Od Nr 11a), Człuchowska, Baczyńskiego, Bieszka, Chopina, Dąbrowskiego, Długosza, Fredry, Gałczyńskiego, Gojawiczyńskiej, Heweliusza, Jaracza, Kasprowicza, Konarskiego, Kruczkowskiego, Kraszewskiego, Krasińskiego, Konopnickiej, Kopernika, Kwiatowa, Karolewo, Kołłątaja, Kochanowskiego, 14 Lutego, 3 Maja, Masztalerza, Moniuszki, Niemcewicza, Nałkowskiej, Orkana, Orzeszkowej, Plac Piastowski, 18 Pułku Ułanów, Prusa, Paderewskiego, Pokoju Toruńskiego, Reymonta, Słowackiego, Sobieskiego, Staffa, Staszica, 31 Stycznia (nr 45, 45a, 58), Sienkiewicza, San Carlos, Tetmajera, Tuwima, Wyspiańskiego, Wyszyńskiego, Zapolskiej, Zawiszy Czarnego i Żeromskiego).